# North of Hudson Bay
North of Hudson Bay er en amerikansk stumfilm fra 1923 af John Ford.

## Medvirkende
- Tom Mix som Michael Dane
- Kathleen Key som Estelle McDonald
- Jennie Lee
- Frank Campeau som Cameron McDonald
- Eugene Pallette som Peter Dane
- Will Walling som Angus McKenzie
- Frank Leigh som Jeffrey Clough
- Fred Kohler som Armand LeMoir